# После зла
«После зла» — четырнадцатый студийный альбом группы «Мумий Тролль», который вышел 4 декабря 2020 года.

## Создание альбома
Материал был написан в 2019 году, еще до наступления карантина. Однако Илья Лагутенко не стал «актуализировать» песни: по его мнению, музыку не стоит подгонять под текущий момент. Названием альбома стала строчка из песни «Время Обид», у которой появился новый, «зловещий», оттенок.

Мне кажется, что настроение пластинки действительно романтическое, мы же все — романтики дальневосточного разлива по жизни. Хотя я бы не сказал, что оно веселое. Все-таки немного грустное, тут и собственный возраст, и несвершившиеся ожидания сказываются. Мы записывали все песни в нашей любимой студии VOX Studios в Лос-Анджелесе, которая идеально подходила нам как коллективу, она, по сути, была музеем аналоговых инструментов. Там не было лоска и каких-то запредельных технологий. Все держалось на энтузиазме пары человек и коллективов, которые разделяют «ламповое» отношение к музицированию. Говорю в прошедшем времени, буквально со слезами на глазах, так как студия не выдержала испытания ковидом — буквально пару дней назад хозяева приняли решения закрыть студию, все распродать и уехать из города. Насколько я знаю, мы и группа Fleet foxes были чуть ли не последними клиентами.

Три песни альбома уже издавались в формате синглов и видеоклипов: "Лето без интернета", "Лира" и "Тот день, когда".
Лирический герой «После зла» остается романтиком, но в этот раз задумавшийся и чуть-чуть опечаленный. Он подводит итоги, думает, куда двигаться дальше, и не тешит себя мечтами о завтрашнем дивном новом мире, ведь все равно все идет своим чередом. Что касается самого названия, то под «злом» я понимаю весь тот негатив, который копится в жизни человека. Его хочется забыть и отбросить. Да, пока не получается, но ты говоришь себе: «Я смогу, это пройдет». — Илья Лагутенко

## Оформление
Музыканты «Мумий Тролля» уделили большое внимание визуальному оформлению пластинки. Автором обложки стал украинский художник Waone; он также подготовил иллюстрации для всех восьми песен с альбома. Его работы лягут в основу виртуальной выставки.
По словам музыкантов, «После зла» будет рекордным по количеству визуализированного материала.

## Список композиций
1. Солист — 4:01
2. Собаки — 2:04
3. Лира — 3:05
4. Лето без интернета — 3:31
5. Время обид — 3:13
6. Экосистема — 2:53
7. Вертолётики — 3:50
8. Тот день когда — 3:27

## Клипы

### Лира
В клипе на песню «Лира» в лучах солнца по полю идут странные существа, похожие не то на духов природы, не то на представителей диких племен, чувствующих связь с древним культом. Это люди в массивных костюмах из соломы, из головы которых как будто поднимается соломенный столп. Сам Илья появляется перед зрителями то в таком же образе, то в виде непонятного создания, похожего на невиданное насекомое с клешнями и одновременно на древесный гриб, отражающийся в увядшем листе. Грибы начинают светиться посреди густого леса.
Съемки клипа на песню «Лира», которая была выпущена синглом и вошла в альбом,  навеяны японским культом любования светлячками Хотаругари, мы даже всей семьей  отправились в Японию, чтобы увидеть это своими глазами. А снят был клип в Швеции на одном из многочисленных островков Стокгольмского архипелага. На нем живет режиссер клипа Бьорн Тагемос, с которым мы дружим семьями и давно работаем вместе. В клипе обошлось без спецэффектов. Лес вокруг дома стал живой декорацией, а персонажами — гости от мала до велика.

## Участники записи
- Илья Лагутенко — вокал, автор, музыка, инструменты
- Олег Пунгин — ударные инструменты, перкуссия
- Александр 'DZA' Холенко — синтезатор
- Артём Крицин — гитара
- Павел Вовк — бас-гитара